# Discospermum
Discospermum là một chi thực vật có hoa trong họ Thiến thảo (Rubiaceae).

## Loài
Chi Discospermum gồm các loài: